# Хенриксон, Николай Владимирович
Николай Владимирович Хенриксон (5 декабря 1871 год — 18 декабря 1941 года) — российский и советский военачальник, генерал-майор российской императорской армии (1916), командарм времён Гражданской войны.

## Биография
Православный. Родился Николай Владимирович Хенриксон в 1871 году в Казанской губернии, в семье выходцев из Финляндии, обучался в Казанском реальном училище.
9 августа 1891 года зачислен на службу в Ветлужский пехотный батальон вольноопределяющимся 1-го разряда, 3 сентября 1891 года поступил в Казанское пехотное юнкерское училище, выпущен 6 августа 1893 года подпрапорщиком в 10-й Гренадерский Малороссийский полк, 31 августа 1893 года переведен в 11-й Гренадерский Фанагорийский полк, 8 октября 1893 года переведен в 139-й пехотный Моршанский полк, 16 декабря 1893 года переведен в 90-й пехотный Онежский полк, с 27 марта 1895 года — и. д. адъютанта 1-го батальона того же полка. С 27 мая 1895 года по 7 октября 1895 года обучался сапёрному делу в Усть-Ижорский лагере, с 3 января 1896 года по 1 апреля 1898 года — адъютант 2-го батальона Онежского полка. 7 октября 1898 года зачислен в Николаевскую военную академию, окончил 23 мая 1901 года по 1-му разряду с дополнительным курсом, был причислен к Генеральному Штабу и назначен на службу в Варшавский военный округ. С 26 ноября 1901 года — начальник строевого отдела штаба Зегржской крепости, с 1 января 1904 года — помощник старшего адъютанта штаба Варшавского военного округа.
С 17 июня 1904 года по 16 декабря 1906 года — старший адъютант штаба 22-й пехотной дивизии, участвовал в Русско-японской войне. Принимал участие в сражении при Ляояне, боях под Хамытаном, сражении на реке Шахе и Мукденском сражении.
После войны отбывал цензовое командование ротой с 22 ноября 1905 года по 12 декабря 1906 года в 184-м пехотном Варшавском полку, с 16 декабря 1906 года — старший адъютант штаба 19-го армейского корпуса, с 8 сентября 1907 года — штаб-офицер для особых поручений при штабе начальника Варшавского укреплённого района, со 2 апреля 1910 года — начальник строевого отдела штаба Кронштадтской крепости, с 19 июня 1912 года — начальник отдела Генерального штаба штаба той же крепости, с 28 апреля 1913 года — начальник отделения Главного Управления Генерального Штаба.
С началом Первой мировой войны назначен штаб-офицером для поручений управления генерал-квартирмейстера штаба Главнокомандующего армиями Северо-Западного фронта, затем и. д. начальника Этапно-хозяйственного отдела штаба 5-й армии. 20 мая 1915 года становится командиром 202-го Горийского пехотного полка, участвовал в боях, 1 июня 1915 года был контужен. С 23 ноября 1915 года — и.д. генерала для поручений при Главном начальнике снабжений армий Северного фронта, с 19 апреля 1917 года — командир 109-й пехотной дивизии. 7 октября 1917 года назначен командующим сухопутными войсками подчиненными командующему флотом Балтийского моря, на этом посту командовал гарнизонами Ревельского, Свеаборгского, Кронштадтского и Оландского укрепленных районов, участвовал в Моозундской операции. 15 марта 1918 года был демобилизован в чине генерал-майора.
В 1918 году добровольно вступил в РККА, с 5 декабря 1918 года по 27 января 1919 года — вр. и.д. командующего 7-й армии Северного фронта, участвовал в боях с немецкими войсками, затем с белогвардейцами и армией Эстонии. Позднее был направлен в распоряжение Главкома, назначен заведующим учебной частью Военно-хозяйственных курсов Петроградского военного округа, затем направлен в распоряжение штаба 7-й армии.
После Гражданской войны остался на службе, в 1923 году был начальником Сухопутной части Оперативного отдела штаба Балтийского флота. С 1934 года в отставке, персональный пенсионер союзного значения, проживал в Ленинграде.
Умер Николай Владимирович Хенриксон 18 декабря 1941 года во время Блокады Ленинграда, похоронен на Большеохтинском кладбище.

## Чины
- подпрапорщик — 15.08.1893 (старшинство (ст.) 01.09.1893)
- подпоручик — 16.12.1893 (ст. 16.12.1893)
- поручик — 01.04.1898 (ст. 01.09.1897)
- штабс-капитан — (ст. 23.05.1901)
- капитан — (ст. 06.04.1903)[b]
- подполковник (ст. 06.12.1907)
- полковник — (ст. 06.12.1911; ВП от 23.04.1916 ст. установлено с 06.12.1909; ВП от 15.08.1916 ст. установлено с 06.12.1908)
- генерал-майор — 1916 (ст. 06.12.1916)

## Награды
- Орден Святого Станислава 3-й степени (1903);
- Орден Святой Анны 3-й степени с мечами и бантом (ВП от 11.12.1905)[c];
- Орден Святого Станислава 2-й степени с мечами (1906);
- Орден Святого Владимира 4-й степени с мечами и бантом (1907);
- Орден Святой Анны 2-й степени с мечами (1907);
- Орден Святого Владимира 3-й степени (6.12.1913);
- мечи к ордену Святого Владимира 3-й степени (ВП от 22.02.1915);
- Серебряная медаль «В память царствования Императора Александра III» на Александровской ленте (10.06.1896)
- Другие медали
- Высочайшее благоволение (ВП от 8.01.1916)[d].

## Сочинения
- Для чего нужны морские крепости. — Л.: Ред.-изд. отд. воен.-морск. сил РККФ, 1926.
- Кронштадтская крепость — ключ к Ленинграду. — Л.: Ред.-изд. отд. воен.-морск. сил РККФ, 1926. (в соавторстве с Вороневским В.)
- Походный дневник. — ВВЖ, 1904, № 10, с. 767—774; № 11, с. 805—820.